# Ривалта ди Торино
Рива̀лта ди Торѝно (на италиански: Rivalta di Torino; на пиемонтски: Rivauta, Риваута) е град и община в Метрополен град Торино, регион Пиемонт, Северна Италия. Разположен е на 295 m надморска височина. Към 1 януари 2020 г. населението на общината е 20 267 души, от които 1271 са чужди граждани.